# Gambrus extrematis
Gambrus extrematis là một loài tò vò trong họ Ichneumonidae.